# Troides minos
Troides minos är en fjärilsart som först beskrevs av Pieter Cramer 1779.  Troides minos ingår i släktet Troides och familjen riddarfjärilar. Inga underarter finns listade i Catalogue of Life.

## Bildgalleri

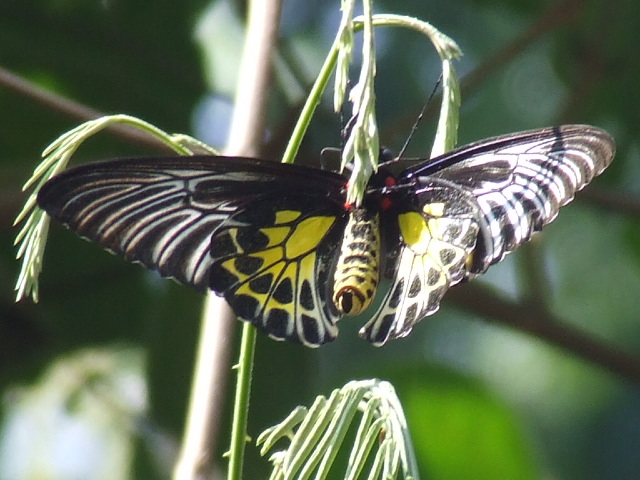
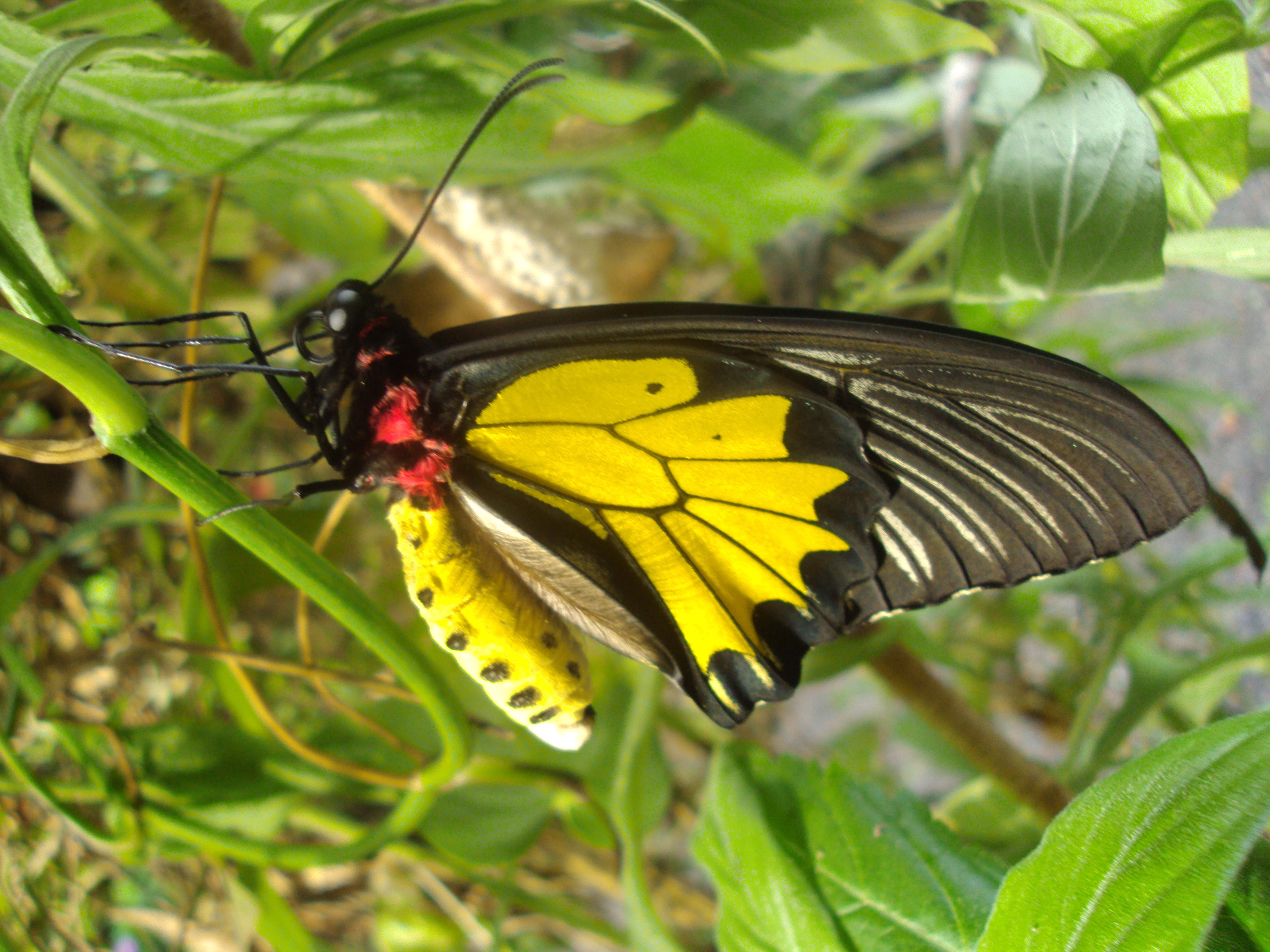
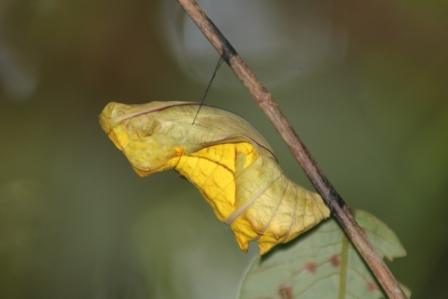
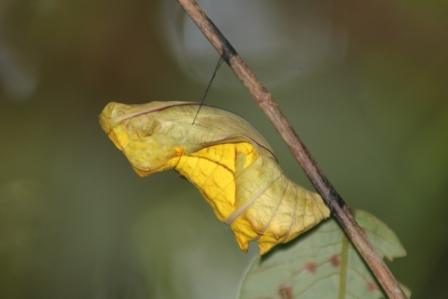
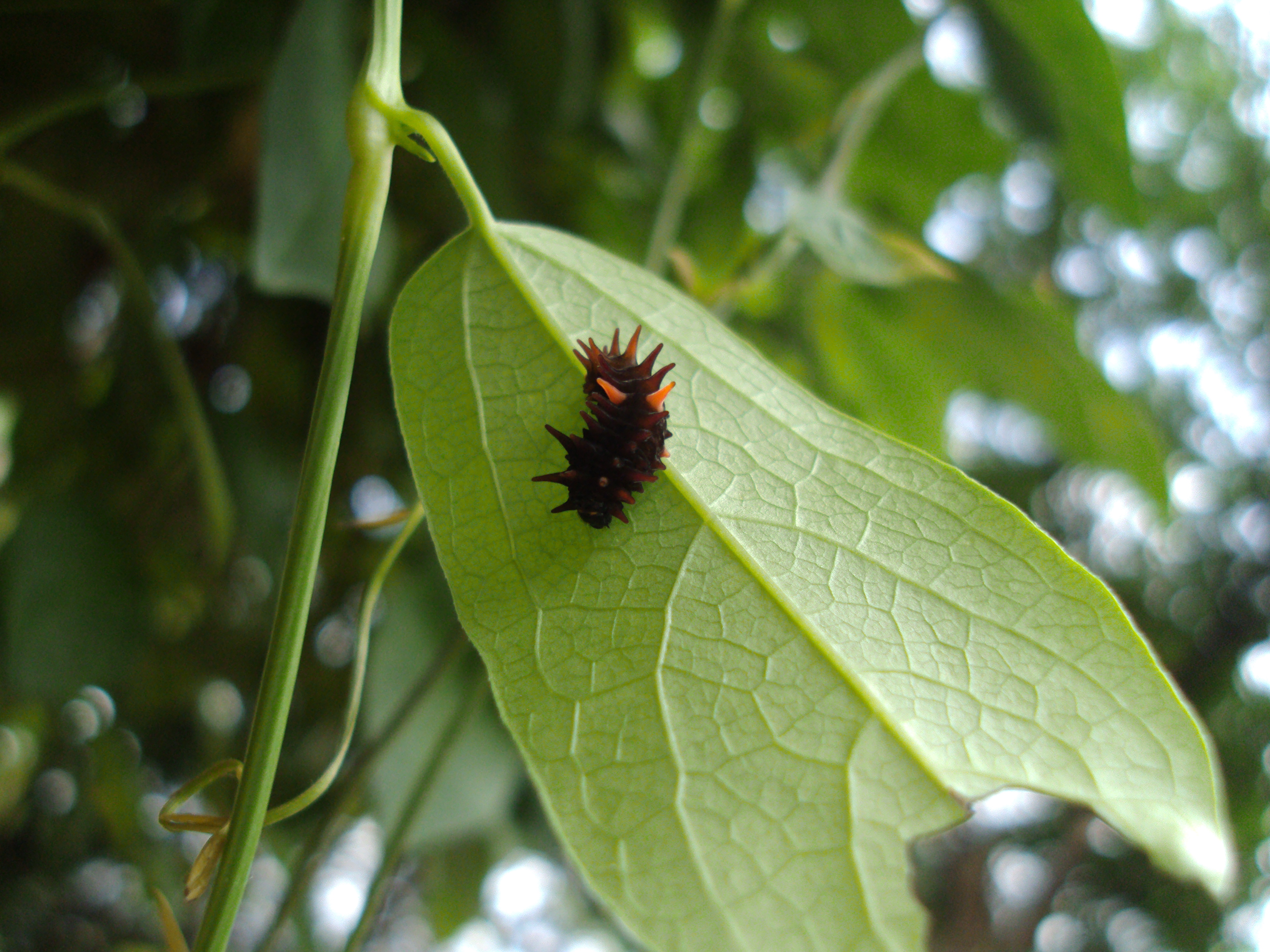
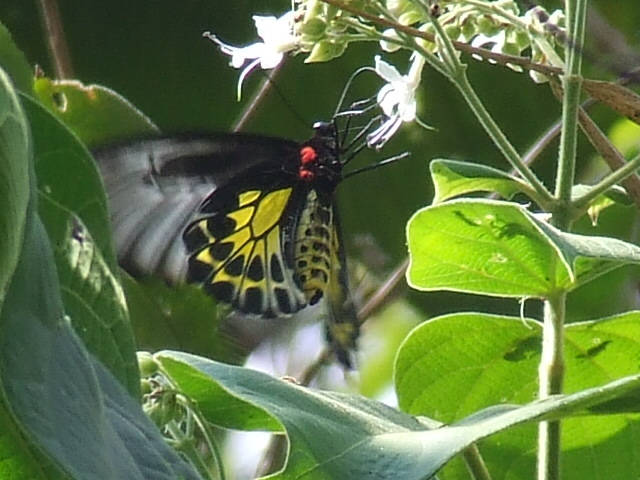